# Az Amerikai Egyesült Államok 1. kongresszusa
Az USA 1. kongresszusa, az Amerikai Egyesült Államok törvényhozásának első gyűlése, a Szenátusból és a Képviselőházból állt. 1789-től 1791-ig gyűlésezett, George Washington elnökségének első két évében, a New York-i Federal Hallban, majd a philadelphiai Congress Hallban. A kongresszus első gyűlésével az ország történetében először megkezdődött az 1787-es alkotmány alapján létrehozott szövetségi kormány működése. A Szenátusban és a Képviselőházban is adminisztrációpárti többség volt. Tizenkét alkotmánymódosítást fogadott el ez a kongresszus, amiből tizet ratifikált az összes állam. A tíz elfogadott módosítás, ami 1791. december 15-én lépett életbe, Bill of Rights néven ismert.

## Fontos események
- 1789. április 1.: A Képviselőház először határozatképes létszámmal rendelkezett és megválasztotta vezetőit.
- 1789. április 6.: A Szenátus először határozatképes létszámmal rendelkezett és megválasztotta vezetőit.
- 1789. április 6.: A Képviselőház és a Szenátus együtt összegyűlve megszámolja az elektori szavazatokat és elfogadja George Washingtont, mint az ország első elnöke és John Adams-et, mint az ország első alelnöke.
- 1789. április 21.: John Adams beiktatása
- 1789. április 30.: George Washington beiktatása a Federal Hallban.
- 1790. január 8.: George Washington megtartja az ország történetének első évértékelő beszédjét.
- 1790. június 20.: Az 1790-es kiegyezés

## Pártok
A lemondások és az új tagok a Tagsági változások szakaszban olvashatók.
Az első kongresszusban még nem voltak pártok, a képviselők frakciókba gyűltek.

### Szenátus

A Szenátus elosztása a Kongresszus végén

A kongresszus idején két szenátusi széket adtak a gyűléshez, mikor Észak-Karolina és Rhode Island ratifikálta az alkotmányt.
|                                      | Frakció                 | Frakció      | Összesen |   |  |
| ------------------------------------ | ----------------------- | ------------ | -------- | - |  |
|                                      |                         |              | Összesen |   |  |
| Anti-Adminisztráció (A)              | Adminisztrációpárti (P) | Széküresedés | Összesen |   |  |
| Kongresszus kezdete 1789. március 4. | 7                       | 13           | 20       | 2 |  |
| 1789. július 25.                     | 7                       | 14           | 21       | 1 |  |
| 1789. július 27.                     | 7                       | 15           | 22       | 0 |  |
| 1789. november 27.                   | 7                       | 17           | 24       | 0 |  |
| 1790. március 12.                    | 6                       | 17           | 23       | 1 |  |
| 1790. március 31.                    | 6                       | 18           | 24       | 0 |  |
| 1790. június 7.                      | 7                       | 19           | 26       | 0 |  |
| 1790. november 9.                    | 8                       | 18           | 26       | 0 |  |
| 1790. november 13.                   | 8                       | 17           | 25       | 1 |  |
| 1790. november 23.                   | 8                       | 18           | 26       | 0 |  |
| %                                    | 30.8%                   | 69.2%        |          |   |  |
|                                      |                         |              |          |   |  |
| Második kongresszus kezdete          | 8                       | 17           | 25       | 1 |  |

### Képviselőház

A Képviselőház elosztása a Kongresszus végén

A kongresszus idején hat képviselőházi széket adtak a gyűléshez, mikor Észak-Karolina és Rhode Island ratifikálta az alkotmányt.
|                                      | Frakció                 | Frakció      | Összesen |   |  |
| ------------------------------------ | ----------------------- | ------------ | -------- | - |  |
|                                      |                         |              | Összesen |   |  |
| Anti-Adminisztráció (A)              | Adminisztrációpárti (P) | Széküresedés | Összesen |   |  |
| Kongresszus kezdete 1789. március 4. | 23                      | 31           | 54       | 5 |  |
| 1789. április 13.                    | 23                      | 32           | 55       | 4 |  |
| 1789. április 22.                    | 23                      | 33           | 56       | 3 |  |
| 1789. április 23.                    | 24                      | 33           | 57       | 2 |  |
| 1789. május 9.                       | 25                      | 33           | 58       | 1 |  |
| 1789. június 23.                     | 25                      | 34           | 59       | 0 |  |
| 1790. március 19.                    | 26                      | 34           | 60       | 0 |  |
| 1790. március 24.                    | 27                      | 34           | 61       | 0 |  |
| 1790. április 6.                     | 28                      | 34           | 62       | 0 |  |
| 1790. április 19.                    | 28                      | 35           | 63       | 0 |  |
| 1790. június 1.                      | 27                      | 35           | 62       | 1 |  |
| 1790. június 16.                     | 27                      | 36           | 63       | 1 |  |
| 1790. augusztus 14.                  | 27                      | 35           | 62       | 2 |  |
| 1790. december 7.                    | 28                      | 35           | 63       | 1 |  |
| 1790. december 17.                   | 28                      | 36           | 64       | 1 |  |
| %                                    | 43.7%                   | 56.3%        |          |   |  |
|                                      |                         |              |          |   |  |
| Második kongresszus kezdete          | 25                      | 37           | 62       | 3 |  |

## Vezetés

### Szenátus
| Beosztás                                          | Párt | Személy | Személy      | Állam         | Hivatali ideje                        |
| ------------------------------------------------- | ---- | ------- | ------------ | ------------- | ------------------------------------- |
| Az Egyesült Államok alelnöke és a szenátus elnöke |      |         | John Adams   | Massachusetts | 1789. április 21. – 1797. március 4.  |
| Korelnök (President Pro Tempore)                  |      |         | John Langdon | New Hampshire | 1789. április 6. – 1789. augusztus 9. |

### Képviselőház
| Beosztás            | Párt | Személy | Személy              | Állama       | Hivatali ideje                      |
| ------------------- | ---- | ------- | -------------------- | ------------ | ----------------------------------- |
| Képviselőházi elnök |      |         | Frederick Muhlenberg | Pennsylvania | 1789. április 1. – 1791. március 4. |

## Szenátus tagjai
| Állam          | Párt | Portré | Név                 | Foglalkozás                                           | Hivatal kezdete    |
| -------------- | ---- | ------ | ------------------- | ----------------------------------------------------- | ------------------ |
| Connecticut    |      |        | Oliver Ellsworth    | ügyvéd, diplomata                                     | 1789. március 4.   |
| Connecticut    |      |        | William S. Johnson  | katona, hivatalnok                                    | 1789. március 4.   |
| Dél-Karolina   |      |        | Pierce Butler       | rabszolga-kereskedő, rizsültetvényes, katona          | 1789. március 4.   |
| Dél-Karolina   |      |        | Ralph Izard         | diplomata                                             | 1789. március 4.   |
| Delaware       |      |        | George Read         | ügyvéd                                                | 1789. március 4.   |
| Delaware       |      |        | Richard Bassett     | rabszolga-kereskedő, ügyvéd, abolicionista, katona    | 1789. március 4.   |
| Észak-Karolina |      |        | Samuel Johnston     | ültetvényes, jogász, rabszolga-tulajdonos             | 1789. november 27. |
| Észak-Karolina |      |        | Benjamin Hawkins    | ültetvényes                                           | 1789. november 27. |
| Georgia        |      |        | William Few         | jogász, jogtudós                                      | 1789. március 4.   |
| Georgia        |      |        | James Gunn          | katona                                                | 1789. március 4.   |
| Maryland       |      |        | Charles Carroll     | ültetvényes                                           | 1789. március 4.   |
| Maryland       |      |        | John Henry          | Maryland kormányzója                                  | 1789. március 4.   |
| Massachusetts  |      |        | Tristram Dalton     | kereskedő                                             | 1789. március 4.   |
| Massachusetts  |      |        | Caleb Strong        | Massachusetts kormányzója, jogász                     | 1789. március 4.   |
| New Hampshire  |      |        | Paine Wingate       | lelkész, farmer, hivatalnok                           | 1789. március 4.   |
| New Hampshire  |      |        | John Langdon        | politikus                                             | 1789. március 4.   |
| New Jersey     |      |        | Jonathan Elmer      | orvos, politikus                                      | 1789. március 4.   |
| New Jersey     |      |        | Philemon Dickinson  | jogász                                                | 1790. december 6.  |
| New York       |      |        | Philip Schuyler     | katona                                                | 1789. július 27.   |
| New York       |      |        | Rufus King          | jogász, diplomata                                     | 1789. július 25.   |
| Pennsylvania   |      |        | William Maclay      | bíró, elektor                                         | 1789. március 4.   |
| Pennsylvania   |      |        | Robert Morris       | kereskedő, az Egyesült Államok pénzügyi főfelügyelője | 1789. március 4.   |
| Rhode Island   |      |        | Theodore Foster     | jogász                                                | 1790. június 25.   |
| Rhode Island   |      |        | Joseph Stanton, Jr. | katona                                                | 1790. június 25.   |
| Virginia       |      |        | James Monroe        | hivatalnok, jogász, diplomata                         | 1790. november 9.  |
| Virginia       |      |        | Richard Henry Lee   | hivatalnok, politikus                                 | 1789. március 4.   |

## Képviselőház tagjai
| Állam             | Párt         | Portré       | Név                     | Foglalkozás                                          | Hivatal kezdete     |
| ----------------- | ------------ | ------------ | ----------------------- | ---------------------------------------------------- | ------------------- |
| Connecticut       |              |              | Benjamin Huntington     | jogász, jogtudós                                     | 1789. március 4.    |
| Connecticut       |              |              | Roger Sherman           | hivatalnok, jogász                                   | 1789. március 4.    |
| Connecticut       |              |              | Jonathan Sturges        | jogász, jogtudós                                     | 1789. március 4.    |
| Connecticut       |              |              | Jonathan Trumbull, Jr.  | politikus                                            | 1789. március 4.    |
| Connecticut       |              |              | Jeremiah Wadsworth      | hajóskapitány, kereskedő, hivatalnok                 | 1789. március 4.    |
| Dél-Karolina 1.   |              |              | William L. Smith        | jogász, diplomata                                    | 1789. április 13.   |
| Dél-Karolina 2.   |              |              | Aedanus Burke           | katona, bíró                                         | 1789. március 4.    |
| Dél-Karolina 3.   |              |              | Daniel Huger            | ültetvényes, hivatalnok                              | 1789. március 4.    |
| Dél-Karolina 4.   |              |              | Thomas Sumter           | dandártábornok, ültetvényes                          | 1789. március 4.    |
| Dél-Karolina 5.   |              |              | Thomas Tudor Tucker     | orvos                                                | 1789. március 4.    |
| Delaware          |              |              | John M. Vining          | jogász                                               | 1789. március 4.    |
| Észak-Karolina 1. |              |              | John Baptista Ashe      | katona, rabszolga-tulajdonos                         | 1790. március 24.   |
| Észak-Karolina 2. |              |              | Hugh Williamson         | orvos                                                | 1790. március 19.   |
| Észak-Karolina 3. |              |              | Timothy Bloodworth      | vámellenőr, rabszolga-tulajdonos                     | 1790. április 6.    |
| Észak-Karolina 4. |              |              | John Steele             | ültetvényes, számvevő                                | 1790. április 19.   |
| Észak-Karolina 5. |              |              | John Sevier             | katona, felfedező                                    | 1790. június 16.    |
| Georgia 1.        |              |              | James Jackson           | Georgia kormányzója, párbajozó                       | 1789. március 4.    |
| Georgia 2.        |              |              | Abraham Baldwin         | jogász, miniszter                                    | 1789. március 4.    |
| Georgia 3.        |              |              | George Mathews          | dandártábornok                                       | 1789. március 4.    |
| Maryland 1.       |              |              | Michael J. Stone        | ültetvényes, hivatalnok                              | 1789. március 4.    |
| Maryland 2.       |              |              | Joshua Seney            | jogász, farmer                                       | 1789. március 4.    |
| Maryland 3.       |              |              | Benjamin Contee         | pap, hivatalnok                                      | 1789. március 4.    |
| Maryland 4.       |              |              | William Smith           | politikus                                            | 1789. március 4.    |
| Maryland 5.       |              |              | George Gale             | katona, politikus                                    | 1789. március 4.    |
| Maryland 6.       |              |              | Daniel Carroll          | ültetvényes                                          | 1789. március 4.    |
| Massachusetts 1.  |              |              | Fisher Ames             | jogász                                               | 1789. március 4.    |
| Massachusetts 2.  |              |              | Benjamin Goodhue        | kereskedő                                            | 1789. március 4.    |
| Massachusetts 3.  |              |              | Elbridge Gerry          | kereskedő, diplomata, az Egyesült Államok alelnöke   | 1789. március 4.    |
| Massachusetts 4.  |              |              | Theodore Sedgwick       | ügyvéd, jogtudós                                     | 1789. március 4.    |
| Massachusetts 5.  | Széküresedés | Széküresedés | Széküresedés            | Széküresedés                                         | 1790. augusztus 14. |
| Massachusetts 6.  |              |              | George Thatcher         | jogász, jogtudós, hivatalnok                         | 1789. március 4.    |
| Massachusetts 7.  |              |              | George Leonard          | jogász, jogtudós                                     | 1789. március 4.    |
| Massachusetts 8.  |              |              | Jonathan Grout          | feltaláló                                            | 1789. március 4.    |
| New Hampshire     |              |              | Abiel Foster            | egyházi személy                                      | 1789. június 23.    |
| New Hampshire     |              |              | Nicholas Gilman         | katona, politikus                                    | 1789. március 4.    |
| New Hampshire     |              |              | Samuel Livermore        | jogász, politikus                                    | 1789. március 4.    |
| New Jersey        |              |              | Elias Boudinot          | jogász, hivatalnok                                   | 1789. március 4.    |
| New Jersey        |              |              | Lambert Cadwalader      | kereskedő                                            | 1789. március 4.    |
| New Jersey        |              |              | James Schureman         | kereskedő                                            | 1789. március 4.    |
| New Jersey        |              |              | Thomas Sinnickson       | kereskedő                                            | 1789. március 4.    |
| New York 1.       |              |              | William Floyd           | farmer, politikus                                    | 1789. március 4.    |
| New York 2.       |              |              | John Laurance           | jogász, delegált                                     | 1789. március 4.    |
| New York 3.       |              |              | Egbert Benson           | jogász, jogtudós                                     | 1789. március 4.    |
| New York 4.       |              |              | John Hathorn            | katona                                               | 1789. április 23.   |
| New York 5.       |              |              | Peter Silvester         | politikus                                            | 1789. április 22.   |
| New York 6.       |              |              | Jeremiah Van Rensselaer | politikus                                            | 1789. május 9.      |
| Pennsylvania      |              |              | George Clymer           | politikus, abolicionista                             | 1789. március 4.    |
| Pennsylvania      |              |              | Thomas Fitzsimons       | bankár, kereskedő                                    | 1789. március 4.    |
| Pennsylvania      |              |              | Thomas Hartley          | jogász, katona                                       | 1789. március 4.    |
| Pennsylvania      |              |              | Daniel Hiester          | katona                                               | 1789. március 4.    |
| Pennsylvania      |              |              | Frederick Muhlenberg    | miniszter, politikus, az első képviselőházi elnök    | 1789. március 4.    |
| Pennsylvania      |              |              | Peter Muhlenberg        | egyházi személy                                      | 1789. március 4.    |
| Pennsylvania      |              |              | Thomas Scott            | jogász                                               | 1789. március 4.    |
| Pennsylvania      |              |              | Henry Wynkoop           | rabszolga-tulajdonos, politikus                      | 1789. március 4.    |
| Rhode Island      |              |              | Benjamin Bourne         | jogász, politikus                                    | 1790. december 17.  |
| Virginia 1.       |              |              | Alexander White         | jogász, politikus                                    | 1789. március 4.    |
| Virginia 2.       |              |              | John Brown              | jogász, hivatalnok                                   | 1789. március 4.    |
| Virginia 3.       |              |              | Andrew Moore            | jogász                                               | 1789. március 4.    |
| Virginia 4.       |              |              | Richard Bland Lee       | ültetvényes, jogtudós                                | 1789. március 4.    |
| Virginia 5.       |              |              | James Madison           | diplomata, hivatalnok, az Egyesült Államok 4. elnöke | 1789. március 4.    |
| Virginia 6.       |              |              | Isaac Coles             | ültetvényes, katona                                  | 1789. március 4.    |
| Virginia 7.       |              |              | John Page               | politikus                                            | 1789. március 4.    |
| Virginia 8.       |              |              | Josiah Parker           | tábornok                                             | 1789. március 4.    |
| Virginia 9.       |              |              | William Branch Giles    | hivatalnok, Virginia kormányzója                     | 1790. december 7.   |
| Virginia 10.      |              |              | Samuel Griffin          | jogász, politikus                                    | 1789. március 4.    |

## Tagsági változások

### Szenátus
| Állam          | Távozó szenátor  | Indok                                                                            | Utód                 | Beiktatás          |
| -------------- | ---------------- | -------------------------------------------------------------------------------- | -------------------- | ------------------ |
| New York       | Új székek        | A kongresszus kezdete után lettek megválasztva a szenátorok.                     | Rufus King           | 1789. július 25.   |
| New York       | Új székek        | A kongresszus kezdete után lettek megválasztva a szenátorok.                     | Philip John Schuyler | 1789. július 27.   |
| Észak-Karolina | Új székek        | Észak-Karolina csak 1789. november 21-én ratifikálta az alkotmányt.              | Benjamin Hawkins     | 1789. november 27. |
| Észak-Karolina | Új székek        | Észak-Karolina csak 1789. november 21-én ratifikálta az alkotmányt.              | Samuel Johnston (P)  | 1789. november 27. |
| Virginia       | William Grayson  | Meghalt 1790. március 12-én.                                                     | John Walker          | 1790. március 31.  |
| Rhode Island   | Új székek        | Rhode Island csak 1790. május 29-én ratifikálta az alkotmányt.                   | Theodore Foster      | 1790. június 7.    |
| Rhode Island   | Új székek        | Rhode Island csak 1790. május 29-én ratifikálta az alkotmányt.                   | Joseph Stanton, Jr.  | 1790. június 7.    |
| Virginia       | John Walker      | James Monroe lett megválasztva William Grayson székébe                           | James Monroe         | 1790. november 9.  |
| New Jersey     | William Paterson | Lemondott 1790. november 13-án, miután megválasztották New Jersey kormányzójának | Philemon Dickinson   | 1790. november 23. |

### Képviselőház
| Választókeület   | Távozó képviselő | Indok | Utód               | Beiktatás          |
| ---------------- | ---------------- | --- | ------------------ | ------------------ |
| New Hampshire    | Benjamin West    | Megválasztották, de nem volt hajlandó hivatalba lépni. Utódját a kongresszus történetének első rendkívüli választásán választották meg. | Abiel Foster       | 1789. június 23.   |
| Észak-Karolina 1 | Új székek        | Észak-Karolina csak 1789. november 21-én ratifikálta az alkotmányt.                                                                     | John Baptista Ashe | 1790. március 24.  |
| Észak-Karolina 2 | Új székek        | Észak-Karolina csak 1789. november 21-én ratifikálta az alkotmányt.                                                                     | Hugh Williamson    | 1790. március 19.  |
| Észak-Karolina 3 | Új székek        | Észak-Karolina csak 1789. november 21-én ratifikálta az alkotmányt.                                                                     | Timothy Bloodworth | 1790. április 6.   |
| Észak-Karolina 4 | Új székek        | Észak-Karolina csak 1789. november 21-én ratifikálta az alkotmányt.                                                                     | John Steele        | 1790. április 19.  |
| Észak-Karolina 5 | Új székek        | Észak-Karolina csak 1789. november 21-én ratifikálta az alkotmányt.                                                                     | John Sevier        | 1790. június 16.   |
| Rhode Island     | Új székek        | Rhode Island csak 1790. május 29-én ratifikálta az alkotmányt.                                                                          | Benjamin Bourne    | 1790. december 17. |
| Virginia 9       | Theodorick Bland | 1790. június 1-én meghalt. | William B. Giles   | 1790. december 7.  |
| Massachusetts 5  | George Partridge | 1790. augusztus 14-én lemondott. | Nem lett utódja    | Nem lett utódja    |

## Bizottságok

### Szenátus
- Teljes gyűlési bizottság

### Képviselőház
- Választási bizottság
- Szabályzati bizottság
- Lehetőségek és módok (elnök: Thomas Fitzsimons)

### Közös
- Beiktatott törvényjavaslatok bizottsága (elnök: Paine Wingate)